# Sinoutskerke

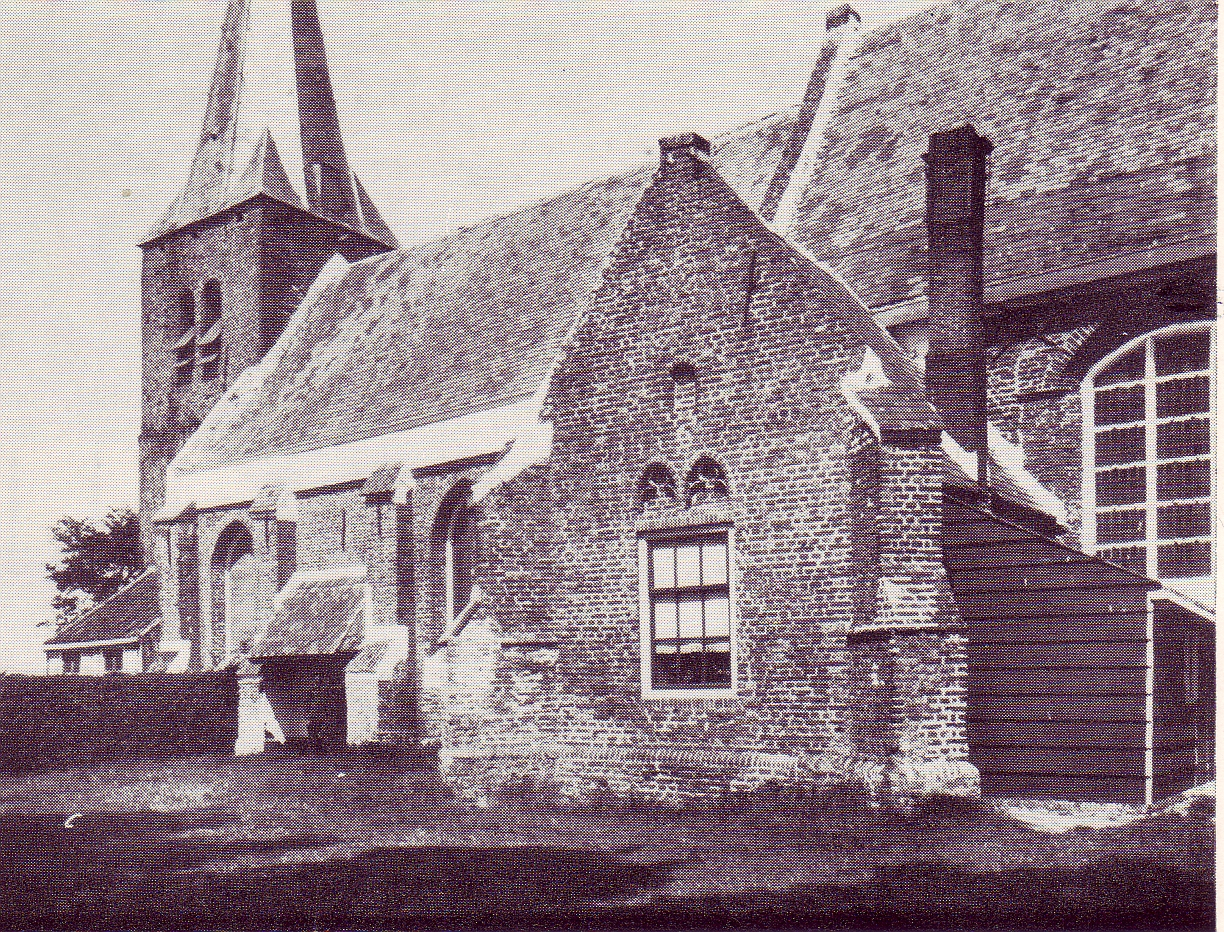
Die Kirche von Sinoutskerke 1887

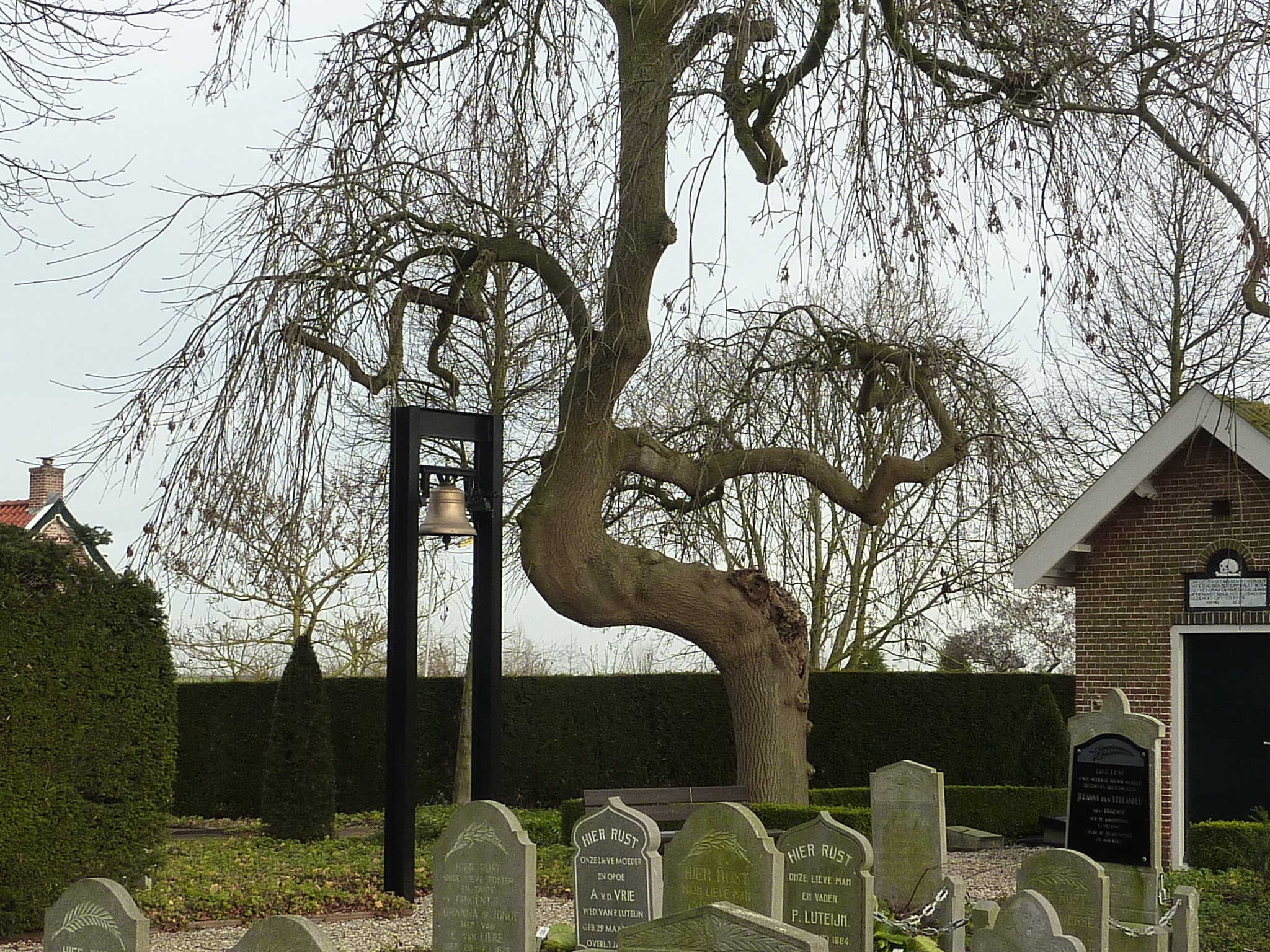
Der Kirchhof von Sinoutskerke 2013

Sinoutskerke ist ein Dorf, das heute zur Gemeinde Borsele in der niederländischen Provinz Zeeland gehört. Es befindet sich südwestlich von Goes.
Die den heiligen Maria und Martinus geweihte Pfarrkirche von Sinoutskerke entstand um 1196 als Abpfarrung von St. Johannes im benachbarten ’s-Heer Abtskerke. Die Kirche ist 1906 niedergelegt worden. An ihrer Stelle befindet sich heute ein Friedhof.
Zusammen mit Baarsdorp bildete Sinoutskerke eine Gemeinde, welche 1816 in der Gemeinde 's-Heer Abtskerke aufgegangen ist. 1930 besaß Sinoutskerke 41 Einwohner. Eine Sehenswürdigkeit sind die Reste des Vliedbergs.